# Ridly Greig
Ridly Greig (Lethbridge, Alberta, 8 de agosto de 2002) es un jugador profesional canadiense de hockey sobre hielo que se desempeña en la posición de centro en Ottawa Senators, equipo de la National Hockey League (NHL).

## Carrera
Fue seleccionado en la primera ronda en la NHL Entry Draft de 2020. En 2022 hizo su debut profesional con el equipo Ottawa Senators, donde lleva jugando dos temporadas.